# Почтовое деление Москвы
Почто́вое деле́ние Москвы́ — условное деление территории города Москвы между московскими межрайонными почтамтами (ММП), а также деление на условные зоны с различными почтовыми индексами.
Почтовое деление Москвы не соответствует нынешнему административно-территориальному делению города.

## Описание
|  |  |  | Зеленоград СВАО САО Новомосковский ЗАО ЦАО СЗАО ЮЗАО ЮАО ВАО ЮВАО Троицкий |

В советское время вся территория города делилась на почтовые округа, отделения которых подчинялись районным узлам связи. Их число достигало 30. Они были объединены в 10 почтовых зон, имевших буквенные обозначения и только в 1980-е годы окончательно заменены на цифровые индексы, хотя на почтовых штемпелях и франкотипах обозначения вида Г-530 встречались до начала 2000-х годов, а затем использовались некоторое время в адресах государственных ведомств:
 По состоянию на апрель 2023 года, индекс Г-59 указан на официальном Интернет-сайте Роспатента.
В связи с падением объёмов корреспонденции, сложным финансовым состоянием Почты России и сокращением числа отделений (с 600 до 524) в постсоветский период произведено укрупнение почтовых округов (в 2000—2002 годах), которые в настоящий момент разделены между восемью межрайонными почтамтами (ММП). При этом некоторые почтовые округа были разделены между несколькими ММП, с соответствующим изменением почтовых индексов. В частности, в результате этих преобразований были практически полностью (кроме ряда госучреждений) ликвидированы индексы 103XXX.
Наиболее запутанной была реорганизация сети почтовых отделений на юге Москвы, где в советский период существовали четыре почтовые зоны: 119, 117, 113, 115. В результате закрытия Москворецкого почтамта зона 113 была ликвидирована, а её отделения разделены между зонами 117 (ММП-7) и 115 (ММП-8). Вскоре, однако, прекратил существование и ММП-8, а все отделения с индексами 115 (кроме отделений в районах Орехово-Борисово, Зябликово и Братеево на юге Каширского шоссе, переданных ММП-9) переданы ММП-7. Чтобы уменьшить нагрузку на него, часть его собственной почтовой зоны 117 была передана ММП-6 (119). Для упрощения сортировки корреспонденции была начата перенумерация отделений, однако этот процесс не завершился и часть отделений с индексом 117, подчинённых ММП-6, так и не поменяла индекс на 119.
| Почтовая зона | Индексы  | Головной почтамт | Изменения |
| ------------- | -------- | ---------------- | --- |
| А             | 125      | Ленинградский    | ММП-4 |
| Б             | 107      | Куйбышевский     | ММП-2 (в настоящий момент ликвидирован, зона передана ММП-1) |
| В             | 117      | Севастопольский  | ММП-7, часть зоны передана ММП-6 |
| Г             | 119, 121 | Киевский         | ММП-6, зона 121 была выделена в ММП-5 (в настоящий момент ликвидирован)                                                                                           |
| Д             | 123      | Хорошёвский      | Изначально ММП-5, в данный момент — ММП-4 |
| Е             | 105, 111 | Измайловский (?) | ММП-1 |
| Ж             | 109      | Люблинский (?)   | ММП-9 |
| И             | 127, 129 | Тимирязевский    | ММП-3, зона 129 была передана в ММП-2, позднее возвращена в ММП-3                                                                                                 |
| К             | 103      | Главпочтамт      | Зеленоград переведён в зону 124 и подчинён ММП-4, отделения в Центре поделены                                                                                     |
| М             | 113, 115 | Московорецкий    | ММП-8, в данный момент ликвидирован. Зона поделена между ММП-9 (отделения на юге Каширского шоссе) и ММП-7 (все остальные отделения), индексы 113 заменены на 117 |

## Список почтовых районов
В настоящее время в Москве существует 16 почтовых районов, представляющих 15 секторов города и Зеленоград.
| Индекс | Число отделений | ММП           | Районы |
| ------ | --------------- | ------------- | --- |
| 124    | 13              | ММП-4         | Зеленоград (ранее имел индекс 103) |
| 125    | 60              | ММП-4         | Районы вдоль Ленинградского проспекта и Ленинградского шоссе: Сокол, Войковский, Левобережный, Коптево, Ховрино; а также район Бусиново, частично районы Дмитровский и Западное Дегунино, ранее имевшие индекс 127; и районы вдоль Волоколамского шоссе (Тушино, Митино, Покровское-Стрешнево), ранее имевшие индекс 123                  |
| 127    | 58              | ММП-3         | Районы вдоль Дмитровского, Алтуфьевского шоссе и Савёловской железной дороги: Бескудниковский, Восточное Дегунино, Тимирязевский, Бутырский, Марфино, Алтуфьево, Лианозово; частично районы Дмитровский, Западное Дегунино и Останкино; а также район Медведково, прежде имевший индекс 129, и посёлок Северный, ранее имевший индекс 103 |
| 129    | 32              | ММП-3         | Северо-Восток: Ярославское шоссе, проспект Мира, Останкино, Ростокино, Свиблово, Бабушкинский и Лосиноостровский районы |
| 107    | 32              | ММП-1         | Красносельский, Сокольники, Преображенское, Богородское, Гольяново |
| 105    | 30              | ММП-1         | Басманный, Соколиная Гора, Измайлово, посёлок Восточный |
| 111    | 29              | ММП-1         | Районы вдоль шоссе Энтузиастов: Лефортово, Перово, Ивановское (кроме микрорайона Южное Измайлово), Вешняки, Новокосино, Косино-Ухтомский, Некрасовка |
| 109    | 55              | ММП-9         | Юго-Восток: Марьино, Люблино, Печатники (частично), Рязанский и Волгоградский проспекты |
| 115    | 52              | ММП-7 и ММП-9 | Районы вдоль Каширского шоссе и Липецкой улицы: Царицыно, Орехово-Борисово, Нагатино, Москворечье-Сабурово, Братеево, Зябликово, Бирюлёво Восточное; а также район Замоскворечье, прежде имевший индекс 113 и районы Южнопортовый и Печатники (частично), которые прежде имели индекс 109                                                 |
| 117    | 58              | ММП-6 и ММП-7 | Районы вдоль Профсоюзной улицы; а также район Бирюлёво Западное, районы вдоль Варшавского шоссе и Бутово, которые ранее имели индекс 113 |
| 119    | 51              | ММП-6         | Хамовники, Раменки, Очаково-Матвеевское, Солнцево и Ново-Переделкино, а также районы вдоль Ленинского проспекта и проспекта Вернадского, которые ранее имели индекс 117, и некоторые отделения на Арбате, прежде имевшие индекс 121 |
| 121    | 36              | ММП-6         | Запад: Можайское шоссе, Кутузовский проспект, Фили, Кунцево, Крылатское, некоторые отделения на Арбате |
| 123    | 31              | ММП-4         | Пресненский, Хорошёво-Мнёвники, Щукино, Строгино |
| 108    | 20              | ММП-6 и ММП-7 | Новая Москва |
| 103    | 10              | ММП-3         | Центр (учреждения). Территория ЦАО разделена по направлениям между разными ММП |
| 101000 | 1               | Главпочтамт   | Мясницкая улица |